# Max Klinckenberg
Max Klinckenberg (* 29. Juli 1882 in Sorrent, Kampanien; † nach 1943) war ein deutscher Maler und Bildhauer.

## Leben
Klinckenberg wurde als Sohn des Malers Eugène Klinckenberg in Italien geboren. Er besuchte das Maximiliansgymnasium München. Nachdem er von seinem Vater eine erste künstlerische Ausbildung erhalten hatte, studierte er von 1910 bis 1918 an der Kunstakademie Düsseldorf. Er heiratete die Grafikerin Marga Lücker. Mit ihr war er in Düsseldorf ansässig. Gemeinsam betrieben sie dort an der Reichsstraße 59a eine Werkstatt. Anfang der 1930er Jahre führte Max Klinckenberg in der unteren Etage der Reichsstraße eine private Zeichen- und Malschule, seine Frau Marga wechselte von der Grafik zum Musikunterricht des Lautenspiels.